# Johanna Dorothea van Anhalt-Dessau
Johanna Dorothea van Anhalt-Dessau (Dessau, 24 maart 1612 - Tecklenburg, 26 april 1695) was een prinses van Anhalt-Dessau bij geboorte en door haar huwelijk met graaf Maurits van Bentheim-Tecklenburg gravin van Bentheim-Tecklenburg.

## Leven
Johanna Dorothea was een dochter van Johan George I van Anhalt-Dessau en Dorothea van Palts-Lautern, dochter van Johan Casimir van Anhalt-Dessau en Elisabeth van Saksen. In 1636 trouwde ze met graaf Maurits van Bentheim-Tecklenburg (1615-1674). Het echtpaar kreeg samen tien kinderen:
- Johan Adolf van Bentheim-Tecklenburg (1637-1704)
- Sophia Agnes Eleonore van Bentheim Tecklenburg (1638-1691)
- Willem Lodewijk van Bentheim-Tecklenburg
- Juliane Ernestine van Bentheim-Tecklenburg
- Anna Elisabeth Wilhelmina van Bentheim-Tecklenburg
- Konradine Louise van Bentheim-Tecklenburg (1647-1705)
- Ludovika Margaretha van Bentheim-Tecklenburg (1648-1722)
- Emilie Charlotte van Bentheim-Tecklenburg
- Frederik Maurits van Bentheim-Tecklenburg (1653-1710)